# Шварценберги
Шварценберг (на немски: Schwarzenberg; на чешки: Švarcenberk) е висша благородническа франкска и бохемска фамилия, включваща редица известни имперски князе, графове и херцози на Крумлов.
Произлиза от Зайнсхайм, Бавария. Прародител на Шварценбергите е Хилдебранд († 1386), син на Конрад и внук на алеманския княз Еркингер (екзекутиран през 917 г.).
След смъртта на Хилдебранд родът се дели по него и брат му на две линии: стара или Стефансбергска линия и млада или Зайнсхаймска линия.
Внукът на Хилдебранд, Еркингер (VI.) (* 1362; † 1437), купува през първата половина на 15 век франкското господство Шварценберг, замъка Шварценберг в Шайнфелд и титлата Freiherr zu Schwarzenberg. По това време фамилията има имения и в Бохемия.
Йохан Адолф I цу Шварценберг (* 1615; † 1683) през 1670 г. е княз цу Шварценберг.